# Grand Prix-wegrace van Groot-Brittannië 1983
De Grand Prix-wegrace van Groot-Brittannië 1983 was de tiende Grand Prix van het wereldkampioenschap wegrace-seizoen 1983. De races werden verreden op 31 juli 1983 op het Silverstone circuit nabij Silverstone (Northamptonshire). Een ongeval tijdens de 500cc-race kostte het leven aan de Zwitserse coureur Peter Huber en de Noord-Ierse coureur Norman Brown. Tijdens deze Grand Prix werden de wereldtitels in de 125- en de 250cc-klasse beslist. 

## Algemeen
De Auto-Cycle Union had maatreglen getroffen na de vreemde training in 1982, toen er motoren van verschillende cilinderinhoud tegelijk in de baan waren, wat resulteerde in een vreselijk zwaar ongeluk waarbij Patrick Igoa, Jack Middelburg en Barry Sheene betrokken raakten. Nu kreeg elke klasse twee uur training voor zichzelf. In de hele trainingsweek brandde de zon op het circuit, maar op de racedag was het wisselvallig, waardoor de 500cc-race in twee manches werd gesplitst. 

## 500cc-klasse
De beste start had Ron Haslam, terwijl de Yamaha van Kenny Roberts zoals gewoon slecht startte. Haslam werd meteen terechtgewezen door teamgenoot Freddie Spencer, die er samen met Randy Mamola vandoor ging. Al na enkele ronden werd Spencer gepasseerd door Mamola en de inmiddels aangesloten Roberts. Zij vormden gedrieën een kopgroepje met een flinke voorsprong op de rest van het veld. In de vijfde ronde gebeurde de aanrijding tussen Norman Brown en Peter Huber, waarna de race in de zesde ronde werd gestaakt. Er werd vervolgens met het manche-systeem gewerkt, waarbij de eerst gefishte (Roberts) 1 punt kreeg, tweede man Spencer 2 punten, Mamola 3 enzovoort. De tweede race over 23 ronden leverde dan weer dezelfde puntentelling op en bij een gelijk aantal punten telde de opgetelde racetijd van beide manches. Nu vormde zich een kopgroep van vier man: Roberts, Spencer, Mamola en Eddie Lawson, die in de eerste manche voorzichtig was begonnen omdat hij niet gewend was om op een enigszins vochtige baan te rijden. Al vroeg brak deze groep en gingen Spencer en Roberts ervandoor, maar Spencer kon niet bij Roberts blijven en viel terug, zodat de vechtende Lawson en Mamola weer bij hem kwamen. Daardoor ontstond een mooi gevecht om de tweede plaats, dat op de finish beslist werd in het voordeel van Lawson, voor Mamola en Spencer. Er moest nu een rekensom gemaakt worden, want na twee manches had Roberts 2 punten, maar zowel Mamola, Lawson als Spencer hadden 6 punten. Na het optellen van de tijden bleek Spencer uiteindelijk met 0,09 seconden tweede te zijn, Mamola derde en Lawson vierde. Hierdoor behield Spencer een voorsprong van twee punten in het kampioenschap. 

### Uitslag 500cc-klasse
| In de vijfde ronde ging de Suzuki van Norman Brown stuk op Hangar Straight bij het aansturen van Stowe Corner. Hij stak zijn hand omhoog om de achteropkomende rijders te waarschuwen en bleef uiterst links rijden. Daarmee reed hij wel op de ideale lijn, maar dat was op het enorm brede circuit geen probleem. Bij het uitkomen van de bocht week Brown echter van zijn lijn af (waarschijnlijk om de ideale lijn te verlaten en aan de binnenkant van de baan te gaan rijden), maar daardoor moesten zijn achtervolgers hem plotseling ontwijken. Dat lukte Rob Punt nog net, maar Peter Huber reed achter op de machine van Brown, die ter plaatse overleed. Huber kreeg onderweg naar het ziekenhuis een hartstilstand en overleed eveneens. |
| Verwarring over vlaggen |
| Na het ongeval, waarbij Huber en Brown nog op de baan lagen, ontstond er een enorme verwarring, die de ACU ook veel (onterechte) kritiek opleverde. Een aantal coureurs (Roberts, Spencer en Mamola) reed gewoon door, terwijl anderen onder aanvoering van Barry Sheene de pit binnenreden. BBC-presentator Murray Walker vond dat de coureurs verantwoordelijk hadden gehandeld door op eigen initiatief de race te stoppen en zelfs een week later noemde het motorblad Moto 73 wedstrijdleider Vernon Cooper "te oud voor een dergelijke verantwoordelijke functie". Feit was echter dat de baanposten de gekruiste olievlag en gele vlag hadden getoond, hetgeen betekende dat de wedstrijd werd gestaakt. Sheene verklaarde dat ook meteen in een interview: "ik ben gestopt omdat de gekruiste vlaggen werden getoond. Daar zijn ze immers voor". Het betekende wel dat de Amerikaanse rijders, waarvan Roberts toch al dertien jaar GP's reed, de regels niet kenden. |
| Suzuki |
| Na afloop van de Belgische Grand Prix stond het door HB-gesponsorde team van Suzuki er slecht voor. De Britse tak (Heron-Suzuki-GB), dat ook de zorg voor Toni Mang had, was al het hele seizoen aangewezen op Randy Mamola, want Mang had in de winter voor het raceseizoen een knieblessure opgelopen bij het skiën en had nog geen enkele race gereden. De Italiaanse tak (HB-Gallina-Suzuki) had zelfs geen enkele fitte coureur meer. Loris Reggiani was herstellende van een zware blessure en Franco Uncini had een zwaar ongeval tijdens de TT van Assen gehad. Door de pauze van drie weken tot de Britse GP konden er wel plannen gemaakt worden, waarbij het vooral ging om het vinden van een vervanger voor Uncini. De Britten wilden diens motorfietsen ter beschikking stellen aan Barry Sheene, de Italianen hadden een voorkeur voor de Zwitser Sergio Pellandini. De fabriek moest echter de beslissing nemen en daar was Sheene niet populair. Zij kozen Boet van Dulmen, die het fabrieksmateriaal van 1983 kreeg, terwijl Pellandini ook fabrieksmateriaal kreeg, maar dat was een jaar oud. HB sponsorde wel nog twee privérijders: Rob McElnea en Barry Sheene. De drie weken pauze waren wel lang genoeg om zowel Toni Mang als Loris Reggiani weer fit genoeg te krijgen. Voor Toni Mang was de Britse Grand Prix niet alleen zijn eerste van het seizoen, het was ook zijn eerste 500cc-Grand Prix. Volgens de officiële lezing van Suzuki was de verdeling van de motorfietsen als volgt: - Randy Mamola had de laatste versie van de fabrieksracer van 1983 - Loris Reggiani en Boet van Dulmen een oudere versie uit 1983 - Toni Mang en Barry Sheene machines uit 1982 met eigen frames - Sergio Pellandini een RG 500 Gamma uit 1982 - Rob McElnea een aangepaste RG 500 Gamma productieracer. Van deze lezing klopte echter niet veel. Roberto Gallina had immers de beschikking over de fabrieksracers van Franco Uncini, die eigenlijk naar Boet van Dulmen zouden gaan, maar hij zette zijn zin door en gaf ze aan Pellandini. Zo kwam Boet van Dulmen met een samenraapsel van een 1982 machine, op het laatste moment opgebouwd uit onderdelen van een XR 30 en een XR 45. Daar kon hij geen vuist mee maken en uiteindelijk kon hij zich met zijn eigen privé-Suzuki met Bakker-frame nog net als 26e kwalificeren voor de race. |

| Pos | Coureur             | Merk              | Tijd      | Grid     | Punten |
| --- | ------------------- | ----------------- | --------- | -------- | ------ |
| 1   | Kenny Roberts       | Marlboro-Yamaha   | 42"19'07  | 1        | 15     |
| 2   | Freddie Spencer     | HRC-Honda         | + 4'11    | 2        | 12     |
| 3   | Randy Mamola        | HB-Suzuki         | + 4'20    | 3        | 10     |
| 4   | Eddie Lawson        | Marlboro-Yamaha   | + 8'37    | 4        | 8      |
| 5   | Marc Fontan         | Sonauto-Yamaha    | + 30'75   | 5        | 6      |
| 6   | Takazumi Katayama   | HRC-Honda         | + 31'48   | 7        | 5      |
| 7   | Ron Haslam          | HRC-Honda         | + 41'25   | 6        | 4      |
| 8   | Boet van Dulmen     | Bakker-Suzuki     | + 1"13'91 | 26       | 3      |
| 9   | Barry Sheene        | HB-Suzuki         | + 1"13'92 | 19       | 2      |
| 10  | Paul Lewis          | Suzuki            | + 1"26'65 |          | 1      |
| 11  | Keith Huewen        | Suzuki            |           |          |        |
| 12  | Toni Mang           | HB-Suzuki         |           | 10       |        |
| 13  | Chris Guy           | Suzuki            |           |          |        |
| 14  | Mark Salle          | Suzuki            |           |          |        |
| 15  | Kevin Wrettom       | Suzuki            |           |          |        |
| 16  | Wayne Gardner       | Honda             |           | 9        |        |
| 17  | Steve Henshaw       | Suzuki            |           |          |        |
| 18  | Franck Gross        | Honda             |           |          |        |
| 19  | Alan Irwin          | Suzuki            |           |          |        |
| 20  | Rob Punt            | Suzuki            |           | 39       |        |
| 21  | Con Law             | Suzuki            |           |          |        |
| 22  | Peter Sjöström      | Suzuki            |           |          |        |
| 23  | Maurizio Massimiani | Honda             |           |          |        |
| 24  | Philippe Coulon     | Suzuki            |           |          |        |
| DNF | Marco Lucchinelli   | HRC-Honda         |           |          |        |
| DNF | Jack Middelburg     | Honda             | Vastloper | 11       |        |
| DNF | Sergio Pellandini   | HB-Suzuki         | Val       | 8        |        |
| DNF | Wolfgang von Muralt | Suzuki            |           |          |        |
| DNF | Leandro Beccheroni  | Suzuki            |           |          |        |
| DNF | Virginio Ferrari    | Cagiva            |           |          |        |
| DNF | Loris Reggiani      | HB-Gallina-Suzuki |           |          |        |
| DNF | Norman Brown        | Suzuki            | Ongeluk   | (†)      | (†)    |
| DNF | Peter Huber         | Suzuki            | Ongeluk   | (†)      | (†)    |
| DNF | Steve Parrish       | Yamaha            |           |          |        |
| DNF | Didier de Radiguès  | Honda             |           |          |        |
| DNF | Gary Lingham        | Suzuki            |           |          |        |
| DNF | Dave Dean           | Suzuki            |           |          |        |
| DNF | Rob McElnea         | HB-Suzuki         |           |          |        |
| DNQ | Franco Uncini       | HB-Gallina-Suzuki | Blessure  | Blessure |        |
| DNQ | Raymond Roche       | Honda             | Afwezig   | Afwezig  |        |
| DNQ | Gianni Pelletier    | Honda             |           |          |        |
| DNQ | Fabio Biliotti      | Honda             |           |          |        |
| DNQ | Marco Greco         | Suzuki            |           |          |        |
| DNQ | Jon Ekerold         | Suzuki            |           |          |        |
| DNQ | Corrado Tuzzi       | Suzuki            |           |          |        |
| DNQ | Bent Slydal         | Suzuki            |           |          |        |
| DNQ | Andreas Hofmann     | Suzuki            |           |          |        |
| DNQ | Dennis Ireland      | Suzuki            |           |          |        |

### Top tien tussenstand 500cc-klasse
| Pos. | Coureur           | Merk              | Ptn. |
| ---- | ----------------- | ----------------- | ---- |
| 1    | Freddie Spencer   | HRC-Honda         | 117  |
| 2    | Kenny Roberts     | Marlboro-Yamaha   | 115  |
| 3    | Randy Mamola      | HB-Suzuki         | 80   |
| 4    | Takazumi Katayama | HRC-Honda         | 67   |
| 5    | Eddie Lawson      | Marlboro-Yamaha   | 62   |
| 6    | Marc Fontan       | Sonauto-Yamaha    | 49   |
| 7    | Marco Lucchinelli | HRC-Honda         | 35   |
| 8    | Franco Uncini     | HB-Gallina-Suzuki | 30   |
| 9    | Ron Haslam        | HRC-Honda         | 27   |
| 10   | Raymond Roche     | Honda             | 17   |

## 250cc-klasse
Carlos Lavado had maar één opdracht: Vóór Didier de Radiguès finishen, want zelfs met één punt verschil zou zijn wereldtitel zeker zijn. De training was al vreselijk spannend, want het hele startveld van 53 rijders stond binnen 2½ seconde, met Patrick Fernandez op poleposition. Nadat Martin Wimmer even had geprobeerd alleen weg te komen ontstond er weer een enorme kopgroep: Jacques Bolle, Thierry Espié, Patrick Fernandez, Teruo Fukuda, Carlos Lavado, Didier de Radiguès, Thierry Rapicault, Reinhold Roth, Christian Sarron en Martin Wimmer. De hele race wisselden de posities in deze groep en tot de laatste meter bleef het spannend. Espié stuurde als eerste de laatste bocht (Woodcote) in, maar werd binnendoor gepasseerd door Bolle, die zijn eerste Grand Prix won, maar ook de eerste Grand Prix voor Pernod. Lavado werd vierde, maar dat was ver voor De Radiguès en daarmee haalde hij de wereldtitel binnen. 

### Uitslag 250cc-klasse
| Pos | Coureur                | Merk              | Tijd      | Grid     | Punten |
| --- | ---------------------- | ----------------- | --------- | -------- | ------ |
| 1   | Jacques Bolle          | Pernod            | 38"22'29  | 10       | 15     |
| 2   | Thierry Espié          | Chevallier-Yamaha | + 0'17    | 5        | 12     |
| 3   | Christian Sarron       | Sonauto-Yamaha    | + 0'29    | 6        | 10     |
| 4   | Carlos Lavado          | Venemotos-Yamaha  | + 0'31    | 4        | 8      |
| 5   | Martin Wimmer          | Mitsui-Yamaha     | + 0'40    | 2        | 6      |
| 6   | Reinhold Roth          | Fath-Yamaha       | + 1'62    | 7        | 5      |
| 7   | Teruo Fukuda           | Yamaha            | + 1'82    |          | 4      |
| 8   | Thierry Rapicault      | Sonauto-Yamaha    | + 1'82    |          | 3      |
| 9   | Didier de Radiguès     | Chevallier-Yamaha | + 2'66    | 3        | 2      |
| 10  | Graeme McGregor        | Bartol            | + 20'27   |          | 1      |
| 11  | Carlos Cardús          | JJ Cobas-Rotax    | + 37'70   |          |        |
| 12  | Harald Eckl            | Yamaha            | + 37'88   |          |        |
| 13  | Herbert Bessendörfer   | Yamaha            | + 38'00   |          |        |
| 14  | Alan Carter            | Yamaha            | + 38'28   |          |        |
| 15  | Alan North             | Yamaha            |           |          |        |
| 16  | Iván Palazzese         | Venemotos-Yamaha  | + 38'59   |          |        |
| 17  | Paul Tinker            | Mitsui-Yamaha     | + 38'67   | 9        |        |
| 18  | Jean-Michel Mattioli   | Yamaha            | + 39'87   |          |        |
| 19  | Donnie McLeod          | Yamaha            | + 41'57   |          |        |
| 20  | Graham Young           | Waddon-Rotax      | + 41'57   |          |        |
| 21  | Jean-Louis Guignabodet | Rotax             | + 43'59   |          |        |
| 22  | Tony Head              | Armstrong-Rotax   | + 58'63   |          |        |
| 23  | Chris Oldfield         | Armstrong-Rotax   | + 59'83   |          |        |
| 24  | Andy Watts             | EMC-Rotax         | + 1"21'06 |          |        |
| 25  | Kiyotaka Sakai         | Yamaha            | + 1"34'36 |          |        |
| 26  | Con Law                | EMC-Rotax         | + 1"35'28 |          |        |
| 27  | Bruno Lüscher          | Yamaha            | + 1 ronde |          |        |
| 28  | Peter Looijesteijn     | Waddon-Rotax      | + 1 ronde | 36       |        |
| 29  | Éric Saul              | Rotax             | + 1 ronde |          |        |
| 30  | Edwin Weibel           | Yamaha            | + 1 ronde |          |        |
| DNF | Hervé Guilleux         | Kawasaki          | Val       |          |        |
| DNF | Patrick Fernandez      | Yamaha            | Uitlaat   | 1        |        |
| DNF | Roland Freymond        | Armstrong-Rotax   |           |          |        |
| DNF | Jean-Marc Toffolo      | Morena-Rotax      |           |          |        |
| DNF | Christian Estrosi      | Pernod            |           |          |        |
| DNF | Bernard Fau            | Chevallier-Yamaha |           |          |        |
| DNF | Jean-Louis Tournadre   | Sonauto-Yamaha    |           | 8        |        |
| DNF | Eilert Lundstedt       | Yamaha            |           |          |        |
| DNF | Siegfried Minich       | Rotax             |           |          |        |
| DNF | Mar Schouten           | Waddon-Rotax      |           | 32       |        |
| DNF | René Delaby            | Armstrong-Rotax   |           |          |        |
| DNQ | Manfred Herweh         | Real-Rotax        | Blessure  | Blessure |        |
| DNQ | Donnie Robinson        | Mitsui-Yamaha     | Blessure  | Blessure |        |
| DNQ | Jean-François Baldé    | Chevallier-Yamaha | Blessure  | Blessure |        |
| DNQ | Jacques Cornu          | Hostettler-Yamaha | Afwezig   | Afwezig  |        |
| DNQ | Guy Bertin             | MBA               | Afwezig   | Afwezig  |        |
| DNS | Sito Pons              | JJ Cobas-Rotax    | Blessure  | Blessure |        |

### Top tien tussenstand 250cc-klasse
| Pos. | Coureur                        | Merk                 | Ptn. |
| ---- | ------------------------------ | -------------------- | ---- |
| 1    | Carlos Lavado (wereldkampioen) | Venemotos-Yamaha     | 90   |
| 2    | Didier de Radiguès             | Chevallier-Yamaha    | 65   |
| 3    | Christian Sarron               | Sonauto-Yamaha       | 58   |
| 4    | Thierry Espié                  | Chevallier-Yamaha    | 55   |
| 5    | Hervé Guilleux                 | Kawasaki             | 51   |
| 6    | Martin Wimmer                  | Mitsui-Yamaha        | 44   |
| 7    | Manfred Herweh                 | Real-Rotax           | 40   |
| 8    | Jean-François Baldé            | Chevallier-Yamaha    | 32   |
| 8    | Jacques Cornu                  | Hostettler-Yamaha    | 32   |
| 10   | Patrick Fernandez              | Bimota-Bartol/Yamaha | 26   |

## 125cc-klasse
Door het uitvallen van Eugenio Lazzarini, die zeer waarschijnlijk ook niet in de Zweedse GP zou starten, had Ángel Nieto plotseling aan een derde plaats genoeg om wereldkampioen te worden. Tijdens de trainingen had hij zich vooral beziggehouden met het wegwijs maken van teamgenoot Fausto Gresini, die het circuit nog niet kende. Erich Klein had de beste start, maar viel al in de tweede ronde, waardoor Ricardo Tormo aan de leiding kwam. Nieto, Pier Paolo Bianchi en August Auinger hadden een slechte start; de kopgroep bestond naast Tormo uit Hans Müller, Bruno Kneubühler en Willy Pérez. Nieto vond aansluiting bij deze groep, maar bemoeide zich voorlopig niet met de strijd om de posities. Pas in de laatste ronde nam hij de leiding over en won hij de race met slechts 0,1 seconde voorsprong op Kneubühler. 

### Uitslag 125cc-klasse
| Pos | Coureur                | Merk      | Tijd       | Grid     | Punten |
| --- | ---------------------- | --------- | ---------- | -------- | ------ |
| 1   | Ángel Nieto            | Garelli   | 33"52'34   | 5        | 15     |
| 2   | Bruno Kneubühler       | MBA       | + 0'11     | 3        | 12     |
| 3   | Hans Müller            | Seel-MBA  | + 0'22     | 9        | 10     |
| 4   | Willy Pérez            | MBA       | + 1'25     | 7        | 8      |
| 5   | August Auinger         | MBA       | + 12'38    | 4        | 6      |
| 6   | Fausto Gresini         | Garelli   | + 32'83    | 8        | 5      |
| 7   | Jean-Claude Selini     | MBA       | + 33'06    |          | 4      |
| 8   | Henk van Kessel        | MBA       | + 34'35    | 15       | 3      |
| 9   | Maurizio Vitali        | MBA       | + 34'53    |          | 2      |
| 10  | Pierluigi Aldrovandi   | MBA       | + 46'64    |          | 1      |
| 11  | Gerhard Waibel         | Seel-MBA  | + 47'45    |          |        |
| 12  | Olivier Liegeois       | Sanvenero | + 47'88    |          |        |
| 13  | Pier Paolo Bianchi     | Sanvenero | + 47'91    | 2        |        |
| 14  | Anton Straver          | MBA       | + 54'91    | 20       |        |
| 15  | Helmut Lichtenberg     | MBA       | + 1"08'93  |          |        |
| 16  | Peter Sommer           | MBA       | + 1 ronde  |          |        |
| 17  | Robin Appleyard        | MBA       | + 1 ronde  |          |        |
| 18  | Janez Pintar           | MBA       | + 1 ronde  |          |        |
| 19  | Tony Smith             | MBA       | + 1 ronde  |          |        |
| 20  | Willem Heykoop         | Sanvenero | + 1 ronde  | 14       |        |
| 21  | Werner Schmied         | Sanvenero | + 1 ronde  |          |        |
| 22  | Chris Leah             | MBA       | + 1 ronde  |          |        |
| 23  | Thomas Møller-Pedersen | MBA       | + 1 ronde  |          |        |
| 24  | Robert Hmeljak         | MBA       | + 2 ronden |          |        |
| DNF | Ricardo Tormo          | MBA       | Vastloper  | 1        |        |
| DNF | Johnny Wickström       | MBA       |            |          |        |
| DNF | Stefano Caracchi       | MBA       |            |          |        |
| DNF | Lucio Pietroniro       | MBA       |            | 10       |        |
| DNF | Erich Klein            | MBA       | Val        | 6        |        |
| DNF | Libero Piccirillo      | MBA       |            |          |        |
| DNF | Hugo Vignetti          | MBA       |            |          |        |
| DNF | Jacky Hutteau          | MBA       |            |          |        |
| DNF | Bady Hassaine          | MBA       |            |          |        |
| DNF | Paul Bordes            | MBA       |            |          |        |
| DNS | Per-Edvard Carlsson    | MBA       |            |          |        |
| DNS | Alfred Waibel          | Real      |            |          |        |
| DNQ | Stefan Dörflinger      | MBA       | Blessure   | Blessure |        |
| DNQ | Eugenio Lazzarini      | Garelli   | Blessure   | Blessure |        |
| DNS | Giuseppe Ascareggi     | MBA       |            |          |        |

### Top tien tussenstand 125cc-klasse
| Pos. | Coureur                      | Merk        | Ptn. |
| ---- | ---------------------------- | ----------- | ---- |
| 1    | Ángel Nieto (wereldkampioen) | Garelli     | 102  |
| 2    | Eugenio Lazzarini            | Garelli     | 67   |
| 3    | Bruno Kneubühler             | MBA         | 61   |
| 4    | Ricardo Tormo                | MBA         | 46   |
| 5    | Maurizio Vitali              | MBA         | 43   |
| 6    | Johnny Wickström             | MBA         | 34   |
| 7    | Pier Paolo Bianchi           | Sanvenero   | 30   |
| 8    | Hans Müller                  | Seel-MBA    | 26   |
| 9    | Fausto Gresini               | MBA/Garelli | 25   |
| 10   | Jean-Claude Selini           | MBA         | 20   |

## Zijspanklasse
Rolf Biland deed er in de trainingen alles aan om de snelste tijd van Egbert Streuer te verbeteren. Uiteindelijk monteerde hij zelfs speciale kwalificatiebanden, maar hij verdrong Streuer niet van de poleposition. Streuer startte echter zeer slecht en zo kwam Biland na de eerste ronde als eerste door, voor Derek Jones en Alain Michel. Na vijf ronden zakte Biland terug naar de derde plaats, naar later bleek omdat zijn motor onvoldoende toeren maakte. Michel leidde nu voor Jones, maar in de 17e ronde sloot Streuer eindelijk aan bij de kopgroep en nam hij de leiding in de race over. Michel zag meteen in dat het volgen van Streuer zinloos was en stelde zich tevreden met de tweede plaats. Biland was toen vijfde, maar vlak voor de finish nam hij de vierde plaats over van Steve Webster. 

### Uitslag zijspanklasse
| Pos | Coureur          | Bakkenist          | Merk                  | Tijd     | Grid | Punten |
| --- | ---------------- | ------------------ | --------------------- | -------- | ---- | ------ |
| 1   | Egbert Streuer   | Bernard Schnieders | LCR-Yamaha            | 31"42'39 | 1    | 15     |
| 2   | Alain Michel     | Claude Monchaud    | Krauser-LCR-Yamaha    | 31"45'35 | 3    | 12     |
| 3   | Derek Jones      | Brian Ayres        | LCR-Yamaha            | 31"50'09 | 4    | 10     |
| 4   | Rolf Biland      | Kurt Waltisperg    | Krauser-LCR-Yamaha    | 31"15'02 | 2    | 8      |
| 5   | Steve Webster    | Tony Hewitt        | Yamaha                | 32"15'13 |      | 6      |
| 6   | Werner Schwärzel | Andreas Huber      | Krauser-Seymaz-Yamaha |          | 6    | 5      |
| 7   | Masato Kumano    | Kunio Takeshima    | LCR-Yamaha            |          | 5    | 4      |
| 8   | Wolfgang Stropek | Hans-Peter Demling | LCR-Yamaha            |          | 8    | 3      |
| 9   | Keith Cousins    | Phil Hookham       | Yamaha                |          |      | 2      |
| 10  | Hans Hügli       | Karl Paul          | Seymaz-Yamaha         |          | 9    | 1      |

### Top tien tussenstand zijspanklasse
| Pos. | Coureur          | Bakkenist                         | Merk                  | Ptn. |
| ---- | ---------------- | --------------------------------- | --------------------- | ---- |
| 1    | Rolf Biland      | Kurt Waltisperg                   | Krauser-LCR-Yamaha    | 68   |
| 2    | Egbert Streuer   | Bernard Schnieders                | LCR-Yamaha            | 52   |
| 3    | Werner Schwärzel | Andreas Huber                     | Krauser-Seymaz-Yamaha | 47   |
| 4    | Alain Michel     | Claude Monchaud                   | Krauser-LCR-Yamaha    | 39   |
| 5    | Masato Kumano    | Kunio Takeshima                   | LCR-Yamaha            | 30   |
| 6    | Trevor Ireson    | Ashley Wooller en Donnie Williams | Ireson-Yamaha         | 20   |
| 6    | Derek Jones      | Brian Ayres                       | LCR-Yamaha            | 20   |
| 8    | Theo van Kempen  | Geral de Haas                     | LCR-Yamaha            | 16   |
| 9    | Frank Wrathall   | Phil Spendlove                    | Seymaz-Yamaha         | 14   |
| 10   | Mick Barton      | Simon Birchall                    | Windle-Yamaha         | 13   |
| 10   | Alfred Zurbrügg  | Martin Zurbrügg                   | Seymaz-Yamaha         | 13   |

## Trivia

### Boze wereldkampioen
Carlos Lavado was weliswaar wereldkampioen 250 cc geworden, maar hij was er zelf van overtuigd dat hij in de race als derde was geëindigd en wilde op het erepodium plaatsnemen. Hij werd door de organisatie weggestuurd en zo liep een woedende wereldkampioen door het rennerskwartier. 

### Snelle leerling
Eddie Lawson was geen liefhebber van natte circuits. In de Verenigde Staten werden races immers bij de minste regenval gestaakt en hij was natte banen dan ook niet gewend. In Silverstone liet hij echter zien hoe snel hij van anderen kon leren. Tijdens de training had hij van teamgenoot Kenny Roberts al een aantal ronde les gehad in de juiste lijnen en de rempunten. Tijdens de eerste manche, toen de baan vochtig was, durfde hij niet bij de kopgroep aan te sluiten omdat hij geen idee had hoever hij kon gaan op zijn slicks. Hij keek echter naar de rijders om hem heen en besloot dat hij hetzelfde moest kunnen. Zo werd hij in die manche vierde. In de tweede manche was het ook vochtig, maar nu was Lawson al volleerd en hij reed gedecideerd naar de tweede plaats. 
1977 · 1978 · 1979 · 1980 · 1981 · 1982 · 1983 · 1984 · 1985 · 1986 · 1987 · 1988 · 1989 · 1990 · 1991 · 1992 · 1993 · 1994 · 1995 · 1996 · 1997 · 1998 · 1999 · 2000 · 2001 · 2002 · 2003 · 2004 · 2005 · 2006 · 2007 · 2008 · 2009 · 2010 · 2011 · 2012 · 2013 · 2014 · 2015 · 2016 · 2017 · 2018 · 2019 · 2021 · 2022 · 2023 · 2024 · 2025